# Nikolai Wassiljewitsch Bugajew

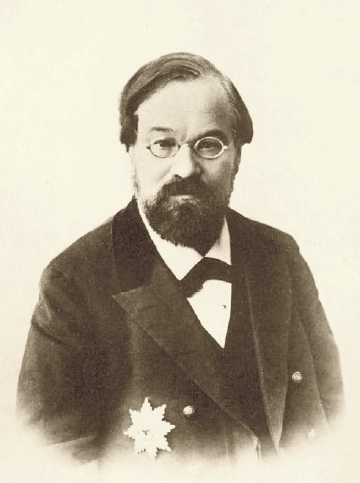
Nikolai Wassiljewitsch Bugajew

Nikolai Wassiljewitsch Bugajew (russisch Николай Васильевич Бугаев, englische Transkription Nikolai Vasilievich Bugaev; * 14. September 1837 in Duscheti, Gouvernement Tiflis; † 11. Juni 1903 in Moskau) war ein russischer Mathematiker.

## Leben
Bugajew war der Sohn eines Militärarztes und wurde mit 10 Jahren nach Moskau in die Schule geschickt, wobei er sich teilweise selbst finanzieren musste, indem er Unterricht gab. Ab 1855 studierte er an der Universität Moskau an der Fakultät für Physik und Mathematik mit dem Abschluss 1859 und ging dann an das Polytechnikum in Sankt Petersburg um Ingenieur zu werden. 1861 kehrte er nach Moskau zurück und wandte sich dort der Mathematik zu. 1863 wurde er mit einer bedeutenden Arbeit über die Konvergenz unendlicher Reihen promoviert. Danach schloss sich ein Auslandsstudium in Berlin (bei Karl Weierstraß und Ernst Eduard Kummer) und Paris (bei Joseph Liouville) an. 1866 habilitierte er sich in Moskau (russischer Doktortitel), mit einer Dissertation über Identitäten der Eulerschen Zahl, und wurde 1867 Professor an der Universität Moskau.
Er setzte die von seinem Lehrer August Juljewitsch Dawidow erstmals in Moskau eingeführten Vorlesungen über Funktionentheorie fort und trug über seine Schüler zur Etablierung einer russischen Analytiker-Schule in Moskau bei. Sein Schüler Dmitri Fjodorowitsch Jegorow war mit seinem Schüler Nikolai Nikolajewitsch Lusin einige Jahre nach dem Tod von Bugajew (in der Zeit um 1910) der Gründer der Moskauer Schule der reellen Analysis und Funktionalanalysis.
Bugajew selbst befasste sich mit Analysis und Zahlentheorie und er befasste sich auch mit Philosophie der Mathematik, wobei er Funktionen als Basis der Mathematik sah. Er trat dafür ein, mathematische Arbeiten in Russisch zu veröffentlichen, was die Entwicklung der russischen mathematischen Terminologie förderte.
Er war von unstetigen Funktionen fasziniert und fand diskrete Analogien zu Differentiation und Integration in der Zahlentheorie. Das Studium unstetiger Funktionen nannte er Arithmologie. Für sie waren sie nicht wie für andere zeitgenössische Mathematiker Kuriositäten oder Monster, sondern Ausdruck menschlicher Autonomie und Willensfreiheit (die er durch deterministische Strömungen seiner Zeit bedroht sah). Er war Mitglied der Russischen Psychologischen Gesellschaft und veröffentlichte in deren Zeitung 1889 einen Aufsatz über Willensfreiheit.
Er war einer der Gründer der Moskauer Mathematischen Gesellschaft, ab 1886 deren Vizepräsident und ab 1891 deren Präsident.
Bugajew war seit 1890 Ehrendoktor der Moskauer Universität, seit 1893 – Ehrenmitglied der Moskauer Gesellschaft der Naturforscher, seit 1897 war er Korrespondierendes Mitglied der Kaiserlichen St. Petersburger Akademie der Wissenschaften (heute Russische Akademie der Wissenschaften). Er war Mitglied der Sankt Peterburger Mathematischen Gesellschaft.
1898 hielt er einen Vortrag auf dem Internationalen Mathematikerkongress in Zürich (Les mathématiques et la conception du monde au point de vue philosophie scientifique).
Er war der Vater des Schriftstellers Andrei Bely, der ihn als exzentrischen Professor Korobkin in seiner Erzählung Der Moskauer Exzentriker (der eine Katze statt einer Fellmütze auf dem Kopf trug) porträtiert. Bugajew war ein begabter Schachspieler und spielte mit seiner wohlhabenden und schönen Frau Alexandra Dmitrijewna Bugajew auch eine bedeutende gesellschaftliche Rolle in Moskau. Ihr Appartement in der Arbat-Straße nahe der Universität war Treffpunkt künstlerischer und intellektueller Kreise.